# William Augustus Fawkener
William Augustus Henry Fawkener (c.1750-1811)  est un fonctionnaire et diplomate britannique.

## Jeunesse
William Fawkener est l'un des fils de Sir Everard Fawkener, marchand puis ambassadeur britannique auprès de l'Empire ottoman, qui ne se marie qu'à l'âge de 53 ans et meurt ainsi en 1758 alors que William est encore jeune. Sa mère Harriet est la fille du lieutenant-général Charles Churchill. William est probablement nommé en l'honneur du patron de son père, le prince William, duc de Cumberland, et sert de page d'honneur aux funérailles du duc en 1765 .
Son frère Everard devient également fonctionnaire, occupant le poste de commissaire aux timbres de 1783 à 1803, obtenu grâce à l'influence de Guillaume .

## Greffier du Conseil privé
William est nommé greffier du Conseil privé en 1779 . Il occupe ce poste jusqu'en 1795 au moins .
Au cours de son service au Conseil privé, il est employé dans diverses missions diplomatiques. En 1783, il est nommé secrétaire d'ambassade du marquis de Carmarthen, qui est nommé ambassadeur en France, mais est nommé ministre des Affaires étrangères avant son départ. En avril 1787, il est envoyé extraordinaire au Grand-Duché de Toscane . En octobre 1787, il est envoyé en qualité d'envoyé au Portugal pour négocier un traité de commerce en collaboration avec Robert Walpole, le ministre y résidant .
En 1791, il est envoyé en mission secrète auprès de Catherine II de Russie ,.
Les détails de sa carrière ultérieure ne sont pas clairs. Pendant un certain temps, il travaille comme secrétaire de William Windham, secrétaire à la guerre et aux colonies. Il reçoit des lettres de sujets britanniques vivant et travaillant en Haïti de 1806 à 1807 . Également avec le représentant du roi Christophe à Londres : Jean-Gabriel Peltier pour le libre-échange .

## Famille et vie privée
Il épouse Georgiana Ann, fille de William Poyntz de Midgham House, Berkshire. Le mariage est arrangé et n'est pas du goût de Georgiana . Elle rencontre John Townshend à la maison de Lord Melbourne, Brocket Hall à l'été 1785, tombe amoureux et s'enfuit finalement avec lui. Le résultat est un duel à Hyde Park en mai 1786 entre Fawkener et Melbourne, dans lequel le premier manque et le second tire en l'air, se terminant sans effusion de sang . Fawkener intente par la suite une action contre Townshend pour conversation criminelle. Le procès commence le 12 juillet 1786 devant Sir Francis Buller et se termine par l'attribution de 500 £ de dommages et intérêts à Fawkener . Fawkener obtient un divorce par loi du Parlement en avril 1787, après quoi Georgiana épouse John Townshend ,.
Il se remarie avec Elizabeth Wright. Ils ont deux filles :
- Mary Wilhelmina Augustine Henrietta (1788 - 4 février 1860), épouse son cousin Horatio Walpole
- Sarah (27 mai 1789 - 31 octobre 1817 Londres), née à Iping, mariée au général Henry Frederick Compton Cavendish et décédée à Londres [17],[18]

Il hérite d'un domaine à Iping dans le Sussex en 1760, mais lui et sa première femme l'ont apparemment vendu en 1784 . Il vit à Brereton Hall, Shropshire . Cependant, son adresse est South Street, Grosvenor Square, Middlesex en 1789 .